# Mona Leaves-a
Mona Leaves-a, titulado Monalisamente en España y La herencia de Mona en Hispanoamérica, es el decimonoveno episodio de la decimonovena temporada de la serie animada Los Simpson. Se estrenó en Estados Unidos el 11 de mayo de 2008(Día de la Madre) y el 28 de septiembre de 2008 en Hispanoamérica. Fue escrito por Joel H. Cohen y dirigido por Mike B. Anderson y Ralph Sosa. Glenn Close hace su tercera aparición como Mona Simpson, y Lance Armstrong como sí mismo. En este episodio, Mona fallece sin poder hacer las paces con Homer, quien de mala gana debe esparcir sus cenizas.
El episodio está dedicado a las memorias de Elsie Castellaneta (la madre de Dan Castellaneta) y Dora K. Warren (la madre de Harry Shearer). los créditos iban acompañados con la canción Time After Time de Cyndi Lauper.  En el día de su estreno, fue visto por 6.02 millones de personas, siendo el segundo episodio menos visto en la historia de la serie. En el episodio también aparecen Seth y Munchie, los dos hippies de D'oh-in' In the Wind, y Mason Fairbanks, el antiguo novio de Mona de Homer's Paternity Coot, aunque ninguno de los tres tiene diálogo.

## Sinopsis
Todo comienza cuando la familia va de compras al centro comercial de Springfield. Marge convence a todos de ir a hacer algo que le gustase a Maggie; por lo que van a "Stuff and Hug", un taller en el cual los niños podían crear sus animales de peluche. Entre ciertas escenas, Lisa discute con una vendedora porque quiere un disfraz de doctor para su delfín hembra pero con engaños, logra obtener su disfraz. Cuando Bart descubre un hipopótamo en el cual se podía grabar su propia voz, decide usarlo para humillar a Homer. Homer, enfurecido cuando todos los juguetes comienzan a insultarlo, comienza a atacar a los hipopótamos destrozando la tienda, y Marge debe llevarlo a él y a su familia a su casa. Cuando llegan, descubren que la puerta principal estaba abierta. La familia asume que había entrado un ladrón, por lo que Homer toma un bloque de concreto envuelto en cadenas, llamado "el Defensor", con la intención de atacarlo. Sin embargo, comienza a sentir el aroma de una tarta de manzana proveniente de la cocina, por lo que entra en ella y descubre que el supuesto ladrón no era más que su madre, Mona Simpson.
Mona empieza a conversar con su familia y les dice que sus días como activista habían terminado, y que se quedaría a vivir con Homer. Cuando le pregunta a su hijo si la perdonaba, Homer, enojado por las veces que había sido abandonado, responde furioso que no. Cuando Mona le dice que era lo más importante de su vida, Homer le dice que no quiere volver a involucrarse con ella, ya que solía desaparecer, y sólo se sentiría herido una vez más. Luego de que Bart y Lisa le dicen a Mona que Homer siempre la había extrañado cuando ella no estaba, Mona entra en la habitación de Homer por la noche para disculparse una vez más. Mona le hace ver que se había dado cuenta del daño que le había causado, y le dice que mientras había tratado de arreglar al mundo, había destruido lo más importante que tenía en él. Homer, sin embargo, continúa enfurecido, por lo que su madre abandona la habitación. A medianoche, Homer comienza a sentirse culpable por su comportamiento. Marge lo convence de disculparse con su madre, y Homer acepta. Luego, va a la sala de estar y descubre a Mona frente a la chimenea, muy callada. Luego de mirarla a la cara y descubrir que no se movía, se da cuenta de que había muerto. 
Mona es cremada, y Homer, sintiéndose destrozado, conserva sus cenizas. En el funeral, el Abuelo dice que siempre había planeado bailar sobre su tumba por haberlos abandonado a él y a Homer, pero que había descubierto que no era capaz de hacerlo por lo que se retira haciendo ruido con sus zapatillas de tap. Homer se siente deprimido y culpable por no haberse podido disculpar con su madre. Mientras mira las antiguas pertenencias de Mona, Marge descubre una cinta en la que decía su testamento: Según Mona, Marge recibiría su bolso de cáñamo de azufre, Bart recibiría una navaja suiza que era de su abuela, y Lisa hereda su espíritu rebelde (aunque Bart se burla porque no obtiene nada material). Para Homer, sin embargo, había dejado una tarea: llevar sus cenizas al punto más alto del Parque de Springfield y esparcirlas exactamente a las 15:00 p. m.. A pesar de que el lugar era demasiado alto, Homer llega a la cima, en honor a su madre. Luego esparce sus cenizas, las cuales son llevadas hacia los ventiladores que explotan dentro de una computadora de un misil del ejército, arruinándola totalmente. Uno de los dos guardias que lo custodiaban determina que a juzgar por el viento, la hora exacta y la localización precisa, estaba planeado arrojar las cenizas en el arma y el otro lo reprende por creer que es Monk. Homer se siente herido al descubrir que lo último que Mona le había pedido que hiciera era "otra protesta hippie".
Sin quererlo, Homer cae dentro de la habitación en donde se guardaban las armas. Luego de una pelea con los guardias, es atado y dejado en la habitación de control. Entonces, ingresa en la sala el Sr. Burns, y le dice que enviaría un misil lleno de desperdicio nuclear de Springfield al corazón de la selva amazónica. Antes de hacerlo, le devuelve a Homer las cenizas de su madre en la bolsa de una aspiradora, ya que habían sido limpiadas de la computadora. Viendo a Homer atado, Bart toma la navaja suiza de Mona, la cual Homer usa para liberarse. Mientras tanto, Marge y Lisa se encuentran fuera de la guarida del ejército. Usando un par de aros de diamante de Mona que Lisa había robado de la mesita de su abuela, las dos prenden fuego el bolso de Marge, creando humo de marihuana, el cual entra a través de un ducto de ventilación y adormece a los guardias. Luego de unir un bloque de concreto con una cadena, Homer recrea al "Defensor", y lo usa para atacar a los guardias. Ya sin más distracciones, detiene el lanzamiento del misil, pero accidentalmente presiona el botón de autodestrucción en la computadora y la base militar explota, representando la victoria final de Mona (a través de su familia) ante lo que había estado luchando en su vida. Homer escapa en un paracaídas, salvando a su familia. Luego, vuelve a tomar las cenizas de su madre, y la escena cambia para mostrar un clip de Homer disfrutando momentos con su madre, tanto cuando era niño como de adulto (en el Final donde Homer se lanza en paracaídas se ve la bandera del Reino Unido.
En el final del episodio, la familia habla acerca de lo que vivieron a lado de Mona. Y se dan una secuencia de escenas donde Mona y Homer son protagonistas, y todo concluye con una escena donde Homer (siendo niño) quiere más azúcar para su cereal, Mona le dice que no, Homer pregunta por qué y Mona le dice que "él ya es muy dulce". Y Mona abraza a Homer mientras éste come azúcar.